# بوب رامزي (لاعب كرة قدم)
بوب رامزي (بالإنجليزية: Bob Ramsey)‏ (23 أكتوبر 1957 بسياتل في الولايات المتحدة - ) هو مدرب كرة قدم ولاعب كرة قدم أمريكي في مركز الدفاع. لعب مع بيتسبرغ سبيريت ‏ وFort Wayne Flames ‏ وLouisville Thunder ‏ وPennsylvania Stoners ‏.